# Sokol (gymnastique)
Pour les articles homonymes, voir Sokol.

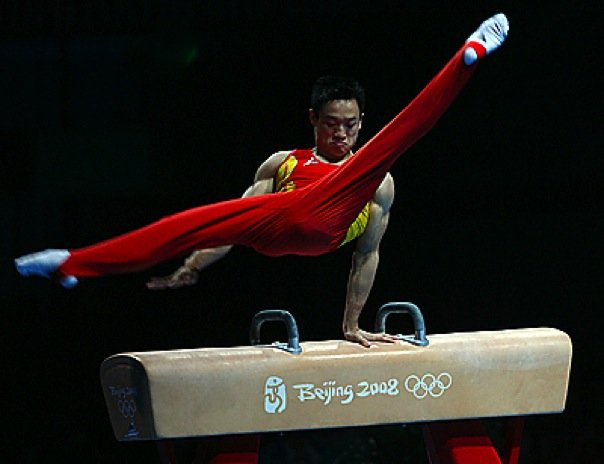
Un gymnaste porte un sokol pour son exercice aux arçons.

Le sokol, également appelé pantalon olympique, est un pantalon long moulant, élément de la tenue du gymnaste (gymnastique artistique masculine) en compétition. Le sokol doit être utilisé pour quatre agrès : la barre fixe, les barres parallèles, le cheval d'arçons et les anneaux. Il peut toutefois être porté à tous les agrès.